# MAXXIS
MAXXIS（マキシス）は、台湾第1位のタイヤメーカー、正新（チェンシン）ゴム工業（本社：彰化県）が1980年代末から1990年代初頭にかけてアメリカで立ち上げたタイヤブランドである。

## 概要
アメリカのMAXXIS INTERNATIONAL-USA（ジョージア州）をはじめ、カナダ、イギリス、ドイツ、台湾、中国、タイ、日本、中近東・アフリカ（ドバイ）、ナイジェリアに計10社の現地法人を有する。またMAXXISグループとして世界市場で事業を展開、供給先は180カ国以上、生産拠点は台湾・中国・タイ・ベトナム・インドネシア・インド等19拠点に及ぶ。
R&D拠点は台湾、オランダ、アメリカ（アトランタ）、中国（上海、厦門）の5拠点。また2012年には上海拠点の隣接地にプルービンググラウンドを開設した。グループ売上高はこの十数年間、順調に増加を続け、2011年以降は世界第9位（タイヤビジネス誌）の座を継続している。
世界のMAXXISグループの従業員数は2万5000人以上。このうち台湾は約4000人、中国はとくに厦門には複数の工場があり、で約1万人。このほか上海に5000人、重慶、天津などに1000人以上の従業員がいる。
日本においては正新ゴム工業はMAXXISブランドで展開する他CST（チェンシンタイヤ）ブランドでホンダ・スーパーカブのJBH-AA04型（50ccモデル）・EBJ-JA10型（110ccモデル）の新車装着タイヤおよびタイヤ指定銘柄として採用されている他、オートバックスでも格安タイヤとして売られている。

## グループの経営方針
MAXXISグループの経営方針は「The Triple Three System of MAXXIS」と名付けられ、社是としてグループ全体で共有されている。Triple Threeとは、（1）100%の信用（重要な協力国、大切なお客様、正直なMAXXIS社員）、（2）100%の品質（最高の労働環境、最高の製品、たゆまない改善）、（3）100%のサービス（ブランドの向上、生涯の利益の共有、販売先との信用関係）。

## 事業拠点

### 生産拠点
台湾に8拠点（うち2拠点はMCおよび自転車タイヤ生産）、中国に8拠点、タイに2拠点、ベトナムに1拠点（MC生産）の計19拠点。これに加えてインドネシアとインドに新工場を建設、いずれも2017年中の生産開始を予定している。

### R&D拠点
台湾（本社）、オランダ（Uden）、中国（上海）、中国（厦門）、アメリカ（アトランタ）の5つのテクニカルセンター。中国・上海にプルービンググラウンドがある。

## 各国の規格認証および受賞
ISO 9001、ISO 14001、Eマーク、TS 16949、QS 9000、DOTなど数多くの品質認証を取得、日本のTPM優秀賞も受賞している。またOEMパートナーであるトヨタ、GM、フォードなど多くの表彰を受けている。

## スポンサード活動
グローバルとローカライズを併せ持った形（グローカル）で事業を進めていくという経営トップの考え方のもと、MAXXISグループはプロスポーツのスポンサード活動にも注力している。ベースボールのニューヨーク・ヤンキース、ワシントン・ナショナルズ、ロサンゼルス・ドジャース、イングランドプロサッカーリーグ（プレミアリーグ）のリヴァプール・フットボール・クラブ、ブンデスリーガのハンブルガー、またサッカーのサウスアメリカンカップなど大会そのもののスポンサード活動もある。モータースポーツではブリティッシュドリフティングチーム、二輪のエンデューロワールドチャンピオンシップなどがある。

## 主な生産品目
乗用車用タイヤ、各種オフロード用タイヤ、ATV（四輪バギー）タイヤ、ライトトラック用タイヤ、トラック・バス用タイヤ、モーターサイクルタイヤ、自転車タイヤ、農業機械用タイヤ、産業車両用タイヤなど。

### 主な生産タイヤ（乗用車）
- VICTRA MA-Z4S
- VICTRA MA-Z1
- MA-1
- ｉ-ECO

### 主な生産タイヤ（四駆）
- RAZR MT772
- Creepy Crawler M8090
- Trepador M8060
- Bighorn MT-762